# Berenbos
Het Berenbos (ook: Beerenbosch) is een natuurgebied in het noordoosten van Kerkrade, ten oosten van de wijk Chevremont.
Het gebied meet 5 ha en is in bezit van gemeente Kerkrade.
Het is een hellingbos en is een overblijfsel van het veel grotere Meinweidebos dat in de Annales Rodenses (1e helft 12e eeuw) werd genoemd. In de nabijgelegen vallei lag een moerasgebied, Berenbruch  genaamd, waarvan de naam op het bos is overgegaan.
In 1905 bouwde de Domaniale mijn hier een luchtschacht en in 1917 kwam er een tweede schacht bij waarmee ook steenkool boven de grond werd gehaald. Met de steenkool kwam ook onbruikbaar steenafval boven en die werd op een terril gestort, de Steenberg Beerenbosch. Na de mijnsluiting werden de bovenste 20 meter van de steenberg afgegraven en raakte de heuvel begroeid met bomen.
Het bos kent een interessante plantengroei, waaronder driedistel en diverse orchideeën.
In het bos stond vroeger de Mariakapel die in 2002 werd verplaatst.